# Бурджу Озберк
Бурджу Озберк (тур. Burcu Ozberk; нар. 11 грудня 1989 року, Ескішехір, Туреччина) — турецька акторка та модель.

## Біографія
У родині Бурджу Озберк артистів театру і кіно немає, але творчість — на почесному місці.
Батько був державним чиновником та офіцером, а мати — підприємиця. Озберк має старшу на рік сестру.
Коли Бурджу була ще зовсім малою, батько покинув сім'ю, і мати виростила їх із сестрою одна. 
У дитинстві Бурджу з сестрою грали в акторок. На парковці біля будинку давали «концерти» й показували «вистави», збираючи з друзів та сусідів «глядацьку залу», та мріяли про славу.
У підлітковому віці сестри Озберк вступили до консерваторії: Бурджу обрала скрипку, а сестра – віолончель. Але 8-9-годинні заняття музикою в закритому просторі навіювали тугу: їй хотілося рухатися, спілкуватися з людьми. Тому Бурджу вирушила до Анкари та вступила до університету, обравши театральне відділення.
Після закінчення театрального вузу Бурджу Озберк перебралася в Стамбул, де почала зніматися в кіно.

## Кар'єра
Перших успіхи Бурджу Озберк досягла під керівництвом свого вчителя і першого режисера Ердалома Бешікчіолу. Він, помітивши її талановиту гру, запропонував участь в різних виставах. 
Дебютувала Озберк, навчаючись в університеті, роллю прачки в спектаклі «Перо маркіза де Сада». Дебют завершився перемогою, їй була запропонована головна роль в театральній постановці "Казки Войцеха». Після цього Бешікчіолу допоміг Озберк пройти конкурс на роль доньки Хатідже Султан в серіалі «Величне Століття. Роксолана». Ця роль стала успішним початком її кінокар'єри.
Після дворічної перерви Бурджу Озберк повертається на великі екрани із серіалом Доньки Гюнеш, який транслювався з 2015 по 2016 рік, де вона знялася разом з Ханде Ерчел. У тому ж 2016 році вона з'являється в мінісеріалі «Чудовий зять». А вже в 2017 році бере участь у телевізійному фільмі «Мигдалеві солодощі».
У 2018 році вона бере участь у телесеріалі «Сім'я Аслан» з Акін Акінозу
В 2018 році також дебютувала в кіно, у бойовику «Непокірний Каратай».
Навесні 2019 року почала зніматися у романтичній комедії «Кохання напоказ», що транслювалася з червня того ж року на Kanal D, де втвлює просту дівчину Айше, яка заради свободи від старшого брата вступає в шлюб з розбещеним багатієм. За цю роль у 2019 році виграла 46. Премія «Золотий метелик» у категорії Найкраща акторка романтичної комедії.
Восени 2020 року вона грає роль соціальної працівниці Айшегюль у драмі «Дитинство» разом із своїм вчителем по театру Ердалом Бешикчіоглу.
У сезоні 2021/2022 вона повертається на телеекрани як Есра Ертен у відомій романтичній комедії «Любов Логіка Помста» разом зі своїм колегою Ільханом Шеном. У цей же період Бурджу Осберк бере участь у телевізійній програмі Maske Kimsin Sen, ремейку міжнародного формату The Masked Singer, де дійшла до фіналу.
Восени 2022 року разом зі співаком і актором Муратом Бозом знялася у першому оригінальному проєкті для Prime Video Туреччина, романтичній комедії «У твоїх мріях», яка вийде на платформі 14 лютого 2023 року.

## Особисте життя
У 2017 році зав'язала стосунки з актором Альпереном Дуймазом, які тривали менше року. Весною 2019 року почала зустрічатися з капітаном волейбольного клубу Фенербахче Улашем Кіяпасер. Через 4 місяці пара розсталася.

## Фільмографія

### Вебсеріали
| Рік  | Назва         | Оригінальна назва | Роль  | Примітка     | Платформа   |
| ---- | ------------- | ----------------- | ----- | ------------ | ----------- |
| 2023 | У своїх мріях | Rüyanda Görürsün  | Pelin | Головна роль | Prime Video |

### Кіно
| Рік  | Назва              | Оригінальна назва | Роль         | Примітка                         |
| ---- | ------------------ | ----------------- | ------------ | -------------------------------- |
| 2017 | Мигдалеві солодощі | Badem Şekeri      | Ayşe Sarılar | Головна роль, Телевізійний фільм |
| 2018 | Непокірний Каратай | Direniş Karatay   | Türkan Hatun | Головна роль                     |

### Телевізійні серіали
| Рік       | Оригінальна назва  | Назва українською           | Роль                    | Примітка        | Канал   |
| --------- | ------------------ | --------------------------- | ----------------------- | --------------- | ------- |
| 2013      | Muhteşem Yüzyıl    | Величне століття. Роксолана | Huricihan Sultan        | Другорядна роль | Star TV |
| 2015-2016 | Güneşin Kızları    | Доньки Гюнеш                | Nazlı Yılmaz            | Головна роль    | Канал D |
| 2016      | Şahane Damat       | Чудовий зять                | Melike Sağlam           | Головна роль    | Star TV |
| 2017-2018 | Aslan Ailem        | Сім'я Аслан                 | Burcu Olgun             | Головна роль    | TRT 1   |
| 2019-2020 | Afili Aşk          | Кохання на показ            | Ayşe Özkayalı Yiğiter   | Головна роль    | Канал D |
| 2020      | Çocukluk           | Дитинство                   | Ayşegül Esen            | Головна роль    | FOX     |
| 2021-2022 | Aşk Mantık İntikam | Любов Логіка Помста         | Esra Erten Korfalı      | Головна роль    | FOX     |
| 2022      | Maske Kimsin Sen?  | Маска                       | В ролі самої себе/Олень | Головна роль    | FOX     |
| 2023      | Kraliçe            | Королева                    | Деніз Генджер Акча      | Головна роль    | Канал D |
| 2023      | Ruhun Duymaz       | Твоя душа не чує            | Едже Четінель           | Головна роль    | FOX     |

### Реклама
| Рік       | Компанія/продукт |
| --------- | ---------------- |
| 2015      | Coca-Cola        |
| 2015-2016 | Yedigün          |
| 2020-2022 | Arko             |

## Нагороди
| Рік  | Премія                                                   | Категорія                                       | У фільмі/серіалі    | Статус    |
| ---- | -------------------------------------------------------- | ----------------------------------------------- | ------------------- | --------- |
| 2015 | Türkiye Gençlik Ödülleri                                 | Найкраща жіноча роль другого плану              |                     | Номінація |
| 2016 | Ayaklı Gazete TV Yıldızları Ödülleri                     | Найкраща акторка в молодіжному серіалі          |                     | Номінація |
| 2019 | Türkiye Gençlik Ödülleri                                 | Найкраща жіноча роль в кіно                     |                     | Перемога  |
| 2019 | 24. Altın Objektif Ödül Töreni                           | Найкраща жіноча роль в романтичній комедії      | Кохання на показ    | Перемога  |
| 2019 | 1. Mutluluğun Adresi Farkındalık ve Sosyal               | Найкраща акторка                                | Кохання на показ    | Перемога  |
| 2019 | 46. Премія «Золотий метелик»                             | Найкраща жіноча роль в романтичній комедії      | Кохання на показ    | Перемога  |
| 2019 | 46. Премія «Золотий метелик»                             | Найкраща пара серіалу з Çağlar Ertuğrul         | Кохання на показ    | Номінація |
| 2020 | Ayaklı Gazete Ödül Töreni                                | Найкраща жіноча роль в романтичній комедії      | Кохання на показ    | Перемога  |
| 2021 | Magazin Gazetecileri Derneği 25. Altın Objektif Ödülleri | Акторка року в романтичному комедійному серіалі | Любов Логіка Помста | Перемога  |
| 2021 | 47. Премія «Золотий метелик»                             | Найкраща жіноча роль в романтичній комедії      | Любов Логіка Помста | Номінація |
| 2021 | 47. Премія «Золотий метелик»                             | Найкраща пара серіалу з İlhan Şen               | Любов Логіка Помста | Номінація |